# Jericó (kommun i Brasilien)
Jericó är en kommun i Brasilien.   Den ligger i delstaten Paraíba, i den östra delen av landet, 1 500 km nordost om huvudstaden Brasília. Antalet invånare är 7 538.
Omgivningarna runt Jericó är huvudsakligen savann. Runt Jericó är det ganska glesbefolkat, med 28 invånare per kvadratkilometer.